# قاعدة فليمنغ لليد اليمنى
قاعدة فليمنغ لليد اليمنى (بالإنجليزية: Fleming's right hand rule)‏ تستخدم في المولدات الكهربائية لتحديد اتجاه التيار المتولد بالحث في موصل (دائرة مغلقة) يتحرك ضمن مجال مغناطيسي.

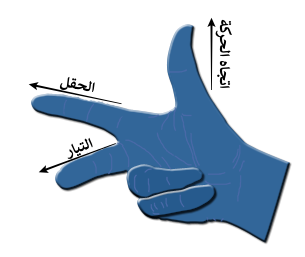
الابهام تشير إلى اتجاه الحركة, السبابة تشير إلى المجال المغناطيسي, الوسطى تمثل اتجاه التيار

لكي تستخدم هذه القاعدة بشكل صحيح يجب أن تكون كل من الإبهام، السبابة والوسطى متعامدة على بعضها كما بالشكل:
- الإبهام باتجاه الحركة-Motion Thrust,
- السبابة باتجاه المجال المغناطيسي (الشمال نحو الجنوب)-Field,
- الوسطى تشير إلى اتجاه التيار الكهربائي المستحث (الموجب إلى السالب)-Current.